# Campionati del mondo di atletica leggera 2025
I campionati del mondo di atletica leggera 2025 saranno la 20ª edizione dei campionati del mondo di atletica leggera e si svolgeranno a Tokyo (Giappone) dal 13 al 21 settembre 2025.
La città di Tokyo è stata selezionata il 14 luglio 2022 a Eugene, vincendo sulla Slesia (Chorzów), Nairobi e Singapore.
I campionati del mondo di atletica leggera si terranno a Tokyo per la prima volta in 34 anni da Tokyo 1991 e in Giappone per la terza volta in 18 anni dai campionati di Osaka 2007. Inoltre, il Giappone sarà il primo Paese a organizzare per tre volte i mondiali di atletica leggera.
La JAAF festeggerà il 100º anniversario della sua fondazione nel 2025.